# Dražen Erdemović
Dražen Erdemović (ur. 25 listopada 1971) – bośniacki Chorwat, saper w Armii Republiki Serbskiej, egzekutor podczas masakry w Srebrenicy.
W trakcie wojny w Bośni zaciągnął się do serbskiego oddziału saperskiego w celu zarobienia pieniędzy potrzebnych do ucieczki z zajętego wojną kraju. Skierowany w okolice Srebrenicy uczestniczył pod groźbą śmierci w rozstrzeliwaniu muzułmańskich cywili.
Po powrocie do domu nie mogąc poradzić sobie z wyrzutami sumienia poinformował media o popełnionej masakrze. Został on aresztowany i postawiony przed Międzynarodowym Trybunałem Karnym dla byłej Jugosławii.
29 listopada 1996 r. Erdemović został skazany na dziesięć lat więzienia, od czego się odwołał. W rezultacie, w 1998 roku, jego wyrok został skrócony przez MTKJ do lat pięciu. Za czynnik łagodzący uznano wykonywanie egzekucji pod groźbą śmierci oraz współpracę jako świadek w procesie Slobodana Miloševicia.